# Segura Viudas
Segura Viudas es una bodega productora de cava y vino, situada en Torrelavit (Barcelona) perteneciente a Grupo Freixenet.

## Historia y orígenes
La bodega de Heredad Segura Viudas se encuentra ubicada a las afueras de Barcelona, en la región vinícola del Penedès. 
Esta bodega es originaria del siglo XII en plena Cruzada Ibérica. A lo largo de los siglos, la masía donde se encuentra ha asumido diferentes funciones como fortaleza, casa de campo, molino de harina, destilería, residencia familiar y bodega.
La tierra perteneció al Monasterio de Sant Cugat del Vallès, hasta que la abadía Gerard Alemany cedió la tierra. En el siglo XII, éste construyó una torre de defensa para defender el territorio durante el periodo de la Reconquista. Más tarde, se hicieron nuevas edificaciones para transformar el edificio en una masía donde cultivar cereales y granos.
Una escritura del año 1.156 hace referencia a la construcción de la bodega como la «Domus de Reÿm» («La casa de las uvas») debido a las uvas autóctonas que cruzaban sus colinas empinadas y riberas pantanosas.[cita requerida]

## Bodega y entorno
Segura Viudas está protegida y certificada como bodega para la protección del clima. Wineries for Climate Protection (WFCP), la cual es considerada como la primera certificación específica que evalúa la sostenibilidad del medio ambiente en el sector vitivinícola.
A su vez, las bodegas de Segura Viudas en el año 2020 obtuvieron por tercer año el distintivo "Compromiso Biosphere" que certificaba que sus proyectos de enoturismo contaban con una gestión sostenible, una política de conservación del patrimonio cultural y ambiental, calidad y seguridad e implicación de los visitantes.